# Saint-Victor-de-Chrétienville
Saint-Victor-de-Chrétienville è un comune francese di 453 abitanti situato nel dipartimento dell'Eure nella regione della Normandia.

## Società

### Evoluzione demografica
Abitanti censiti